# Arthur Wynne

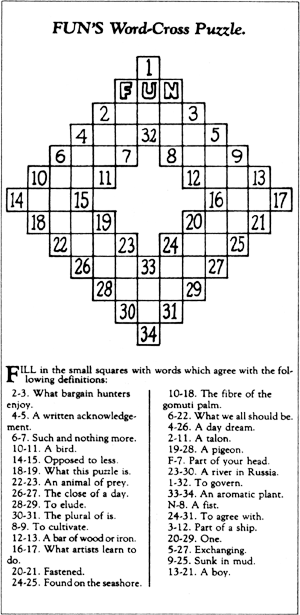
Sein Kreuzworträtsel bzw. „Wortkreuzrätsel“

Arthur Wynne (* 22. Juni 1871 in Liverpool; † 14. Januar 1945 in Clearwater) war ein Redakteur der New York World. Er leitete die Abteilung tricks and jokes, wo er unter anderem die Sonntagsbeilage Fun mit neuen Rätseln füllen musste. Bekannt geworden ist er durch die Erfindung des Kreuzworträtsels, das am 21. Dezember 1913 in der Weihnachtsausgabe veröffentlicht wurde. Grundlage des Rätsels war das Spiel magisches Quadrat, das er noch aus seiner Kindheit kannte. Sein Kreuzworträtsel, bei ihm Word-Cross Puzzle, also Wortkreuzrätsel, anstatt Cross-Word Puzzle (Kreuzworträtsel) genannt, war rautenförmig, unterscheidet sich also von den heute üblicherweise rechteckigen Kreuzworträtseln.